# Curuzú Cuatiá (departamento)
Curuzú Cuatiá é um departamento da província de Corrientes.Possuía, em 2019, 49.452 habitantes.